# Кади Осман-ефендијина (Шехова) џамија
Кади Осман-ефендијина (Шехова) џамија је национални споменик Босне и Херцеговине. Налази се у Фочи, Република Српска, Босна и Херцеговина.

## Опис добра
Кади Осман-ефендијина или у народу позната као Шехова џамија налази се испод Пазаришта покрај некадашње Доње чаршије, у близини Горњег моста преко Ћехотине. Објекат се убраја међу споменике који се према својој архитектури издваја од уобичајеног типа џамија грађених на овим просторима: њен тлоцртни облик је био издужен по попречној оси, улазна врата су била израђена од два комада љесковог дрвета; постојала су два михраба — један у унутрашњости објекта и један у спољној десној софи; минарет је био смјештен на лијевој страни од џамијског улаза. Над улазом се налази камена табла на којој је уклесана година изградње - хиџретска 1002. Џамија је срушена у току рата у Босни и Херцеговини.

## Степен заштите
Кади Осман-ефендијина (Шехова) џамија у Фочи проглашен је националним спомеником Босне и Херцеговине од стране Комисије за очување националних споменика БиХ на сједници одржаној од 8. до 14. новембра 2005. године.